# رادیوی عمومی ورمانت
رادیوی عمومی ورمانت (انگلیسی: Vermont Public Radio) (وی‌پی‌آر) یک شبکه رادیویی عمومی است که ایالت ورمانت را پوشش می‌دهد. 